# Blue (álbum de Double)
Blue es el primer álbum de estudio del dúo suizo Double de larga duración, y el segundo en ser publicado. Contiene las versiones remezcladas de dos canciones editadas anteriormente ("Rangoon Moon" y "Woman of the World") y se incluye el éxito internacional "The Captain of Her Heart", una melancólica y atmosférica balada de piano, que alcanzó los primeros lugares de las listas europeas a partir de su lanzamiento en 1985. A esta canción le siguieron dos sencillos más "Your Prayer Takes Me Off" y "Tomorrow", que tuvieron menos éxito.

## Lista de canciones
Todas las canciones escritas y compuestas por Kurt Maloo and Felix Haug. 
| N.º | Título                     | Duración |  |
| 1.  | «Woman of the World»       | 3:52     |  |
| 2.  | «I Know A Place»           | 3:40     |  |
| 3.  | «The Captain of Her Heart» | 4:35     |  |
| 4.  | «Your Prayer Takes Me Off» | 6:20     |  |
| 5.  | «Rangoon Moon»             | 4:01     |  |
| 6.  | «Urban Nomads»             | 4:55     |  |
| 7.  | «Love is a Plane»          | 3:40     |  |
| 8.  | «Tomorrow»                 | 4:35     |  |

## Músicos
- Kurt Maloo - voz líder, multi-instrumentos
- Felix Haug - Multi-instrumentos
- Christian Ostermeier - Saxofón, flauta
- Bob Morgan - Trombón en "Woman of the World"
- Thomas Jordi - Bajo eléctrico en "Tomorrow"
- Liz McComb - Voz adicional en "I Know a Place" y "Your Prayer Takes Me Off"[1]